# Parapercis randalli
Parapercis randalli är en fiskart som beskrevs av Ho och Shao 2010. Parapercis randalli ingår i släktet Parapercis och familjen Pinguipedidae. Inga underarter finns listade i Catalogue of Life.